# Guerre polono-turque (1672-1676)
Pour les articles homonymes, voir Guerre polono-turque.
Guerres polono-turques
La guerre polono-turque de 1672 à 1676 est un conflit qui oppose l'Empire ottoman à la république des Deux Nations (Pologne-Lituanie) et leurs vassaux respectifs durant les années 1672 à 1676, se terminant par une victoire ottomane et la signature du traité de Jouravno. Une partie des territoires de l'actuelle Ukraine est cédée à l'Empire ottoman.
En 1672, le grand vizir Fazıl Ahmet Köprülü, à la tête d'une nombreuse armée de turcs, de tatars du khan de Crimée, Sélim Ier Giray, de mercenaires arnaoutes  de Valachie et de cosaques partisans de l'hetman Petro Dorochenko, entre en Ukraine et remporte le siège de Kamianets-Podilskyï (en) (18 - 27 septembre 1672). Le roi de Pologne Michał Wiśniowiecki, par la paix de Buczacz (Boutchatch) signée le 17 octobre 1672, cède aux Ottomans la voïvodie de Podolie et accepte de leur payer un tribut. 
Les conditions de la paix n'étant pas acceptées par la Diète de la République polono-lituanienne, la guerre continue. Le roi Michał, malade, doit se retirer des opérations et meurt à Lvov le 10 novembre 1673. Le 11 novembre 1673, à la bataille de Hotin (Chocim en polonais), l'armée polonaise et ses alliés moldaves ou cosaques de l'hetman Jean Sobieski (commandant en chef et futur roi de Pologne) remportent la victoire sur l'armée turque.
Le général ottoman Cheytan Ibrahim Pacha (« le diable ») reprend l'avantage sur les Polonais mais ses dissensions avec les Tatars et les valaques ne lui permettent pas d'exploiter son succès. Après la bataille de Jouravno (en) (Jouravno, 25 septembre - 14 octobre 1676), la guerre prend fin le 17 octobre avec la signature du traité de Jouravno. L'Empire ottoman renonce au tribut annuel et une partie du territoire cédé en 1672 retourne à la Pologne tandis que le reste forme le pachalik de Podolie qui subsistera jusqu'en 1699.